# پیرالوان
پیرالوان یک روستا در ایران است که در دهستان ارشق شرقی واقع شده‌است. پیرالوان ۶۰ نفر جمعیت دارد.